# أولاد حورس
أولاد حورس في الديانة المصرية القديمة هم الأربعة أولاد «لحورس الأكبر» (حرو ور) وهم: إمستي وحابي، و «دواموتف» و «قبح سنوف» وأنجبهم من إيزيس. يتبؤون مركزا مقدسا مثل الآلهة، فعليهم الحفاظ على أعضاء المتوفي وجسمه حتى موعد البعث. ويمثلون في نفس الوقت الأربعة الاتجاهات السماوية: الشرق والغرب والشمال والجنوب. يصورون في هيئة أواني كانوبية. كما تكتب أسماؤهم على الأربعة أركان للتابوت للحفاظ على المتوفي منذ عصر الدولة الوسطى.

## تمثيلهم

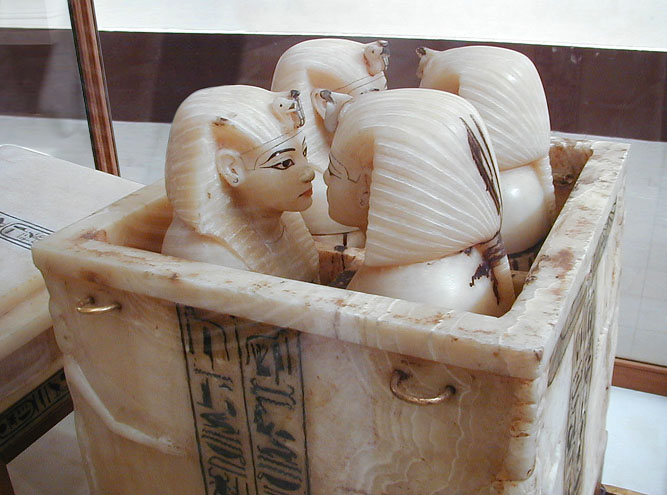
صندوق الأواني الكانوبية لتوت عنخ أمون ; العمود إلى اليمين يوجد اسم الإلهة نيث ، والعمود إلى اليسار هو اسم إيزيس.

كان تمثيل أولاد حورس حتى الأسرة الثامنة عشر في هيئة البشر ويقومن بالحفاظ على أحشاء الميت. يحافظون على أحشاء الميت كما نشاهده في غطاءات الأوعية الكانوبية التي عثر عليها في مقبرة 62 ل توت عنخ أمون، وكذلك في المقبرة 55 ، وغيرها. وبعد الأسرة التاسعة عشرة فكان غطاء كل وعاء يشكل في هيئة رأس أحد أولاد حورس.
| أبن حورس | تمثيله                  |
| -------- | ----------------------- |
| إمستي    | إنسان                   |
| حابي     | رباح مقدس (قرد البابون) |
| دواموتف  | ابن آوى (ذئب)           |
| قبح سنوف | طائر (صقر)              |

إلا أن نرميز رأسي كل من «دوا موت اف» و «قبح سنوف» برأس ابن آوى والصقر فليس مؤكدا، ويستحق شيئا من البحث. فطبقا للمخطوطات التي عثر عليها حتى الآن تبعث على اختلاط الأمر.